# Nikolai Arkharov

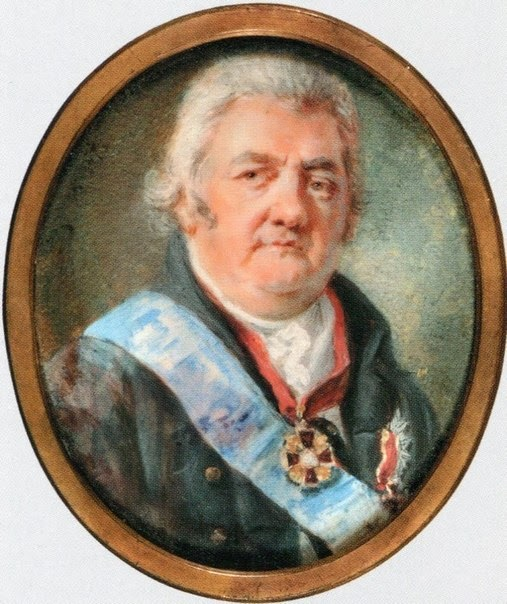

Nikolai Petrovich Arkharov (em russo: Никола́й Петро́вич Арха́ров; 7 de maio de 1740 – janeiro de 1814) foi um chefe de polícia russo mais conhecido por ter dado seu nome ao termo russo "arkharovtsy", uma denominação irônica para policiais.

## Biografia
Nikolai Arkharov veio de uma família nobre. Em 1754, foi matriculado na Guarda, em 1756 iniciou o serviço como soldado do Regimento Preobrazhensky e em 1761 foi promovido a oficial.
Sua ascensão começou após a missão de 1771 em Moscou, atingida pela desastrosa epidemia de peste e revolta (conhecida como Revolta da Peste), sob a direção do Conde Grigori Orlov. O Conde Orlov chegou a Moscou em 26 de setembro de 1771 com numerosos médicos e quatro regimentos da Guarda. Arkharov provou ser um oficial enérgico e executivo. Aparentemente, com a ajuda de Orlov, com quem estava familiarizado anteriormente, Arkharov foi transferido para a polícia com a patente de coronel.
Após o inquérito conduzido com sucesso do caso de Yemelyan Pugachev, Arkharov foi nomeado em 1775 Chefe de polícia de Moscou. Aqui ele se distinguiu como um dos melhores detetives daquela época. Seus subordinados eram chamados pelo povo de "arkharovtsy" - esta palavra, com o passar do tempo, tornou-se nominal. Catarina II às vezes convidava Arkharov para São Petersburgo para a investigação de roubos graves.
Em 28 de julho de 1777, tornou-se general-major, em 1779 recebeu a Ordem de Santa Ana de 1º grau e, a partir de 1782, foi governador de Moscou. Em 1783, Arkharov foi elevado a general-ensign, em 1785 tornou-se governador-geral de Tver e Novgorod. A partir de 1790, ele também foi diretor das comunicações fluviais e contribuiu significativamente para a construção de canais em sua região.
De 1795 a 1796, foi Governador-Geral de São Petersburgo. Após sua ascensão ao trono, o Imperador Paulo I concedeu a Arkharov a Ordem de Alexander Nevsky, promoveu-o a general pleno e o nomeou o segundo governador-geral de São Petersburgo (o primeiro foi o Grão-Príncipe Alexandre Pavlovich).
Em 15 de junho de 1797, Arkharov foi demitido e exilado para a província de Tambov sem o direito de visitar ambas as capitais. Este direito lhe foi devolvido no reinado seguinte.
Nikolai Arkharov morreu e foi enterrado em sua propriedade Rasskazovo, perto de Tambov.